# Blaž Janc
Blaž Janc (Brežice, 1996. november 20. –) szlovén válogatott kézilabdázó, jelenleg a FC Barcelona játékosa.

## Pályafutása
Blaž Janc 2012 óta játszott a szlovén rekordbajnok RK Celje csapatában. A Bajnokok ligájában 15 évesen mutatkozhatott be, részese volt négy szlovén bajnoki és öt szlovén kupagyőzelemnek. A 2016–2017-es SEHA-liga szezonban 120 góllal a sorozat gólkirálya lett és megválasztották a legértékesebb játékosnak is. Ugyanebben a szezonban a Bajnokok ligájában is ő volt csapata leggólerősebb játékosa 77 találatával a góllövőlista 13. helyén végzett. 2017 őszétől a lengyel bajnok KS Vive Tauron Kielce játékosa. 2020-ban leigazolta az FC Barcelona, amely csapattal rögtön első évében Bajnokok Ligáját tudott nyerni.
Játszott a szlovén korosztályos válogatottakban, tagja volt a 2014-es nyári ifjúsági olimpiai játékokon győztes szlovén válogatottnak. A felnőttekel pedig részt vehetett a 2016-os rioi olimpián, ahol a 6 mérkőzésen szerzett 26 góljával a szlovén csapat legeredményesebbje volt.

## Sikerei
- Bajnokok Ligája győztese: 2021, 2022, 2024
- Szlovén bajnokság győztese: 2014, 2015, 2016, 2017
- Szlovén kupa győztese: 2013, 2014, 2015, 2016, 2017
- Lengyel bajnokság győztese: 2018, 2019, 2020
- Lengyel kupa győztese: 2018, 2019
- Spanyol bajnokság győztese: 2021, 2022
- SEHA-liga gólkirálya: 2017
- SEHA-liga legértékesebb játékosa: 2017